# Nathan Patterson
Nathan Kenneth Patterson (ur. 16 października 2001 w Glasgow) – szkocki piłkarz występujący na pozycji obrońcy w angielskim klubie Everton oraz w reprezentacji Szkocji. Uczestnik Mistrzostw Europy 2020. Wychowanek szkockiego klubu Rangers.